# Lipari (ostrov)
Lipari (italsky Isola di Lipari) je největší z Eolských, respektive Liparských ostrovů a správní středisko souostroví. Hlavním městem a centrem celého souostroví je stejnojmenné město Lipari.

## Údaje k ostrovu
Přístav Lipari se svým historickým jádrem, pevností a katedrálou je také největší městskou částí na ostrovech. Na ostrově Lipari žije zhruba 10 200 obyvatel. Je zde pevnost z 16. století postavená na starších řeckých základech, další stavební památkou je katedrála z 17. století postavená na starších normanských základech. Archeologické průzkumy dosvědčují obývání ostrova již v 17. století př. n. l.
Nejvyšším vrcholem ostrova je Monte Chirica vysoký 602 m n. m. Na ostrově jsou ložiska obsidiánu, jehož drobné černé úlomky na místech bez vegetace kontrastují se světlou barvou pemzy, která se tu těží dodnes.

## Turistika
Ostrov nabízí pláže ke koupání, možnost okružních jízd loděmi, procházka na Belvedere Quattrocchi s pěknými rozhledy.

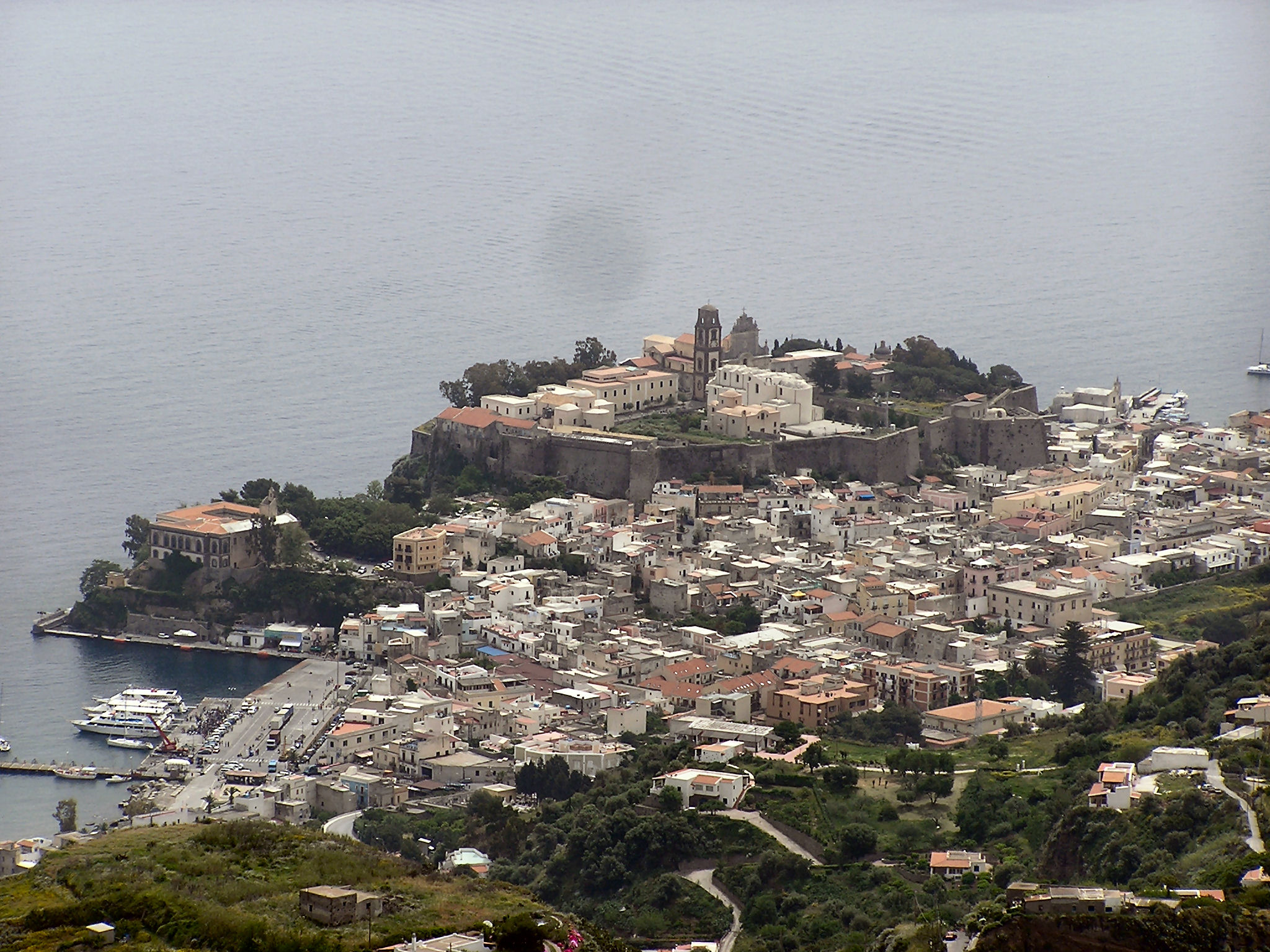
Město Lipari s pevností a katedrálou
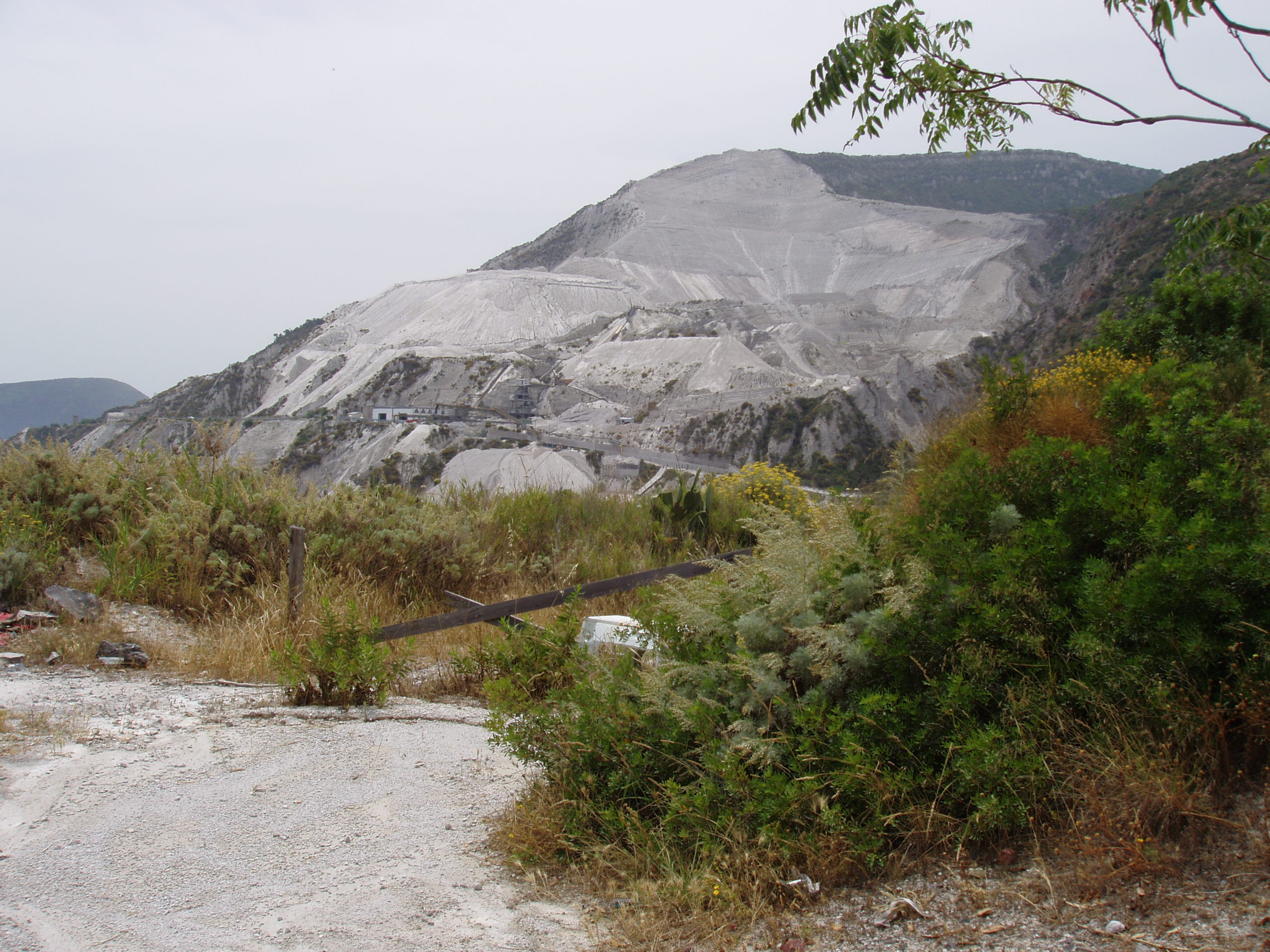
Doly na pemzu
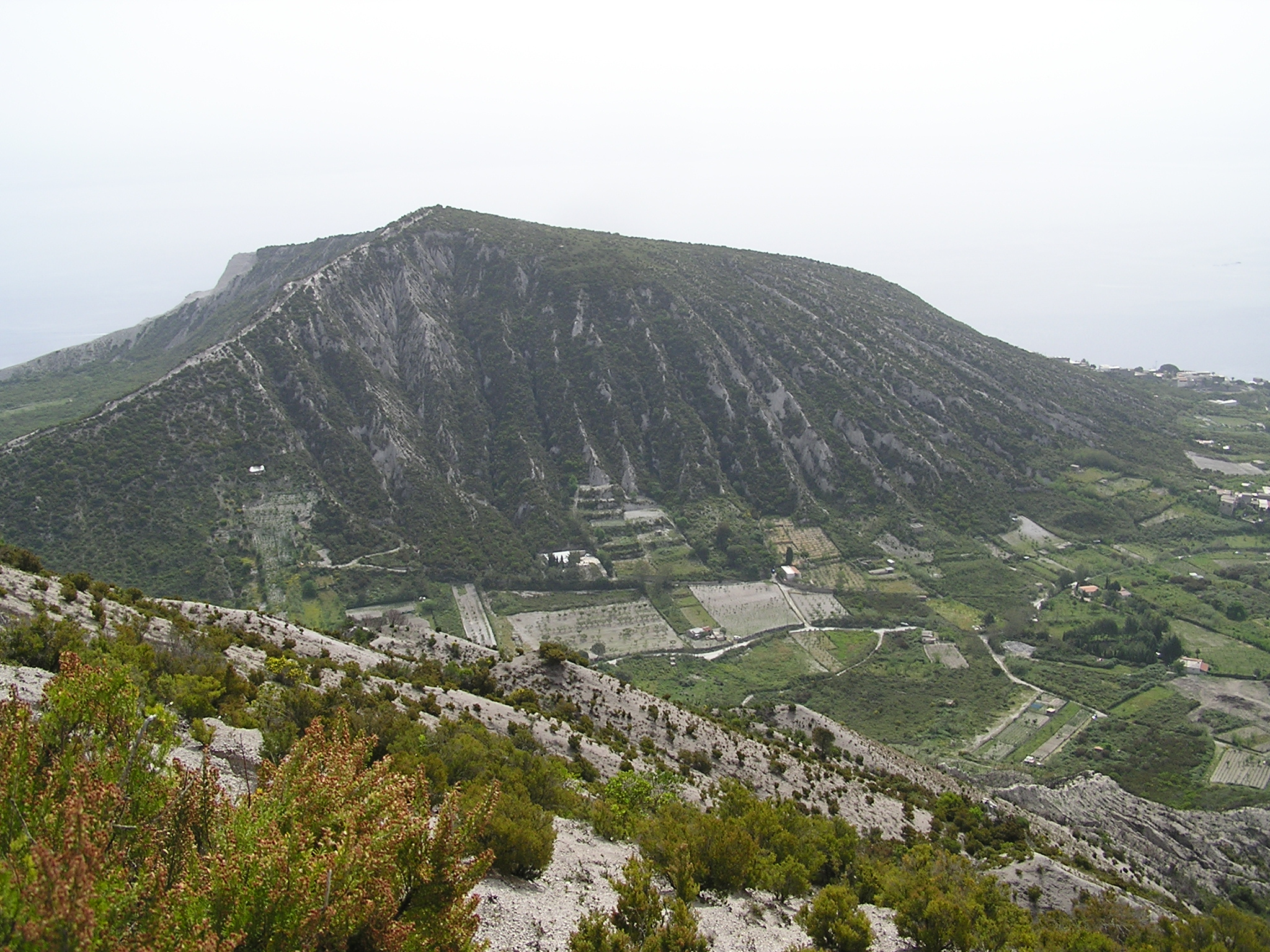
Vnitrozemí ostrova